# Жепче
Жепче је градско насеље и сједиште истоимене општине у Зеничко-добојском кантону. Градић Жепче је смештен у централној Босни, на средини пута између Зенице и Добоја.

## Географија
Градић Жепче налази се између 18° 2’ географске дужине и 44° 25’ географске ширине. Надморска висина насеља је 219 m.
Кроз Жепче протиче ријека Босна. Градић се налази у долини, а окружен је планинама које су погодне за планинарење и ловни туризам. У непосредној близини града и у самом граду налази се 14 извора минералне воде.
Насеље на подручју Жепча помиње се још у вријеме Римског царства.
Кроз Жепче пролази магистрални пут Сарајево – Зеница – Добој – Брод – Славонски Брод, и жељезничка пруга Плоче – Сарајево – Зеница – Добој – Модрича – Босански Шамац.

## Историја
На празник Св. Петке 1902. године освећена је нова православна црква у Жепчу.

## Клима
Клима у Жепчу као и у дјелу Босне и Херцеговине је континентална. Карактеристике континенталне климе су прилично хладне зиме и топла љета.

## Спорт
У Жепчу постоји фудбалски клуб НК „Жепче“, који се такмичио у Премијер лиги Босне и Херцеговине.

## Становништво
|                      | 2013.          | 1991.           | 1981.           | 1971.           |
| Укупно               | 5 460 (100,0%) | 5 571 (100,0%)  | 4 257 (100,0%)  | 3 209 (100,0%)  |
| Бошњаци              | 2 696 (49,38%) | 3 367 (60,44%)1 | 2 337 (54,90%)1 | 2 242 (69,87%)1 |
| Хрвати               | 2 591 (47,45%) | 1 450 (26,03%)  | 935 (21,96%)    | 637 (19,85%)    |
| Срби                 | 82 (1,502%)    | 270 (4,847%)    | 252 (5,920%)    | 227 (7,074%)    |
| Босанци              | 30 (0,549%)    | –               | –               | –               |
| Неизјашњени          | 30 (0,549%)    | –               | –               | –               |
| Остали               | 7 (0,128%)     | 103 (1,849%)    | 71 (1,668%)     | 31 (0,966%)     |
| Албанци              | 5 (0,092%)     | –               | 7 (0,164%)      | 6 (0,187%)      |
| Муслимани            | 5 (0,092%)     | –               | –               | –               |
| Црногорци            | 4 (0,073%)     | –               | 11 (0,258%)     | 22 (0,686%)     |
| Непознато            | 4 (0,073%)     | –               | –               | –               |
| Босанци и Херцеговци | 3 (0,055%)     | –               | –               | –               |
| Православци          | 2 (0,037%)     | –               | –               | –               |
| Југословени          | 1 (0,018%)     | 381 (6,839%)    | 640 (15,03%)    | 33 (1,028%)     |
| Македонци            | –              | –               | 2 (0,047%)      | 4 (0,125%)      |
| Словенци             | –              | –               | 2 (0,047%)      | 7 (0,218%)      |

1. 1 На пописима од 1971. до 1991. Бошњаци су пописивани углавном као Муслимани.